# T-Bob
T-Bob is een fictieve robot uit de Amerikaanse animatieserie MASK (1985) en de daarop gebaseerde stripverhalen.
In de televisieserie wordt steevast gesteld dat T-Bob is gebouwd door Scott Trakker, de zoon van MASK-frontman Matt Trakker, maar in de Britse strips werd wel aangegeven dat MASK's computerdeskundige Alex Sector de robot had gebouwd. De naam T-Bob is een afkorting van 'Thingamabob', wat  in het Nederlands zoveel betekent als 'dinges'.
T-Bob is een witte, ovaalvormige robot op twee benen. Net zoals de auto's in de serie kunnen transformeren in gevechtsvoertuigen, is T-Bob in staat om zichzelf te veranderen in een eenwielige scooter, compleet met handvatten en zitruimte voor zijn vriend Scott. Zijn ogen kunnen dienstdoen als koplampen. Daarnaast brengt Scott geregeld nieuwe functies aan, zoals een ingebouwde föhn of geweer.
Terwijl Scott zich, tegen de zin van zijn vader, altijd graag midden in de actie bevindt, is T-Bob nogal bang uitgevallen. Hij probeert Scott er dan ook telkens van te weerhouden zich te mengen in de strijd tussen de geheim agenten van MASK en de criminele organisatie VENOM. Scott en T-Bob werden door de makers van MASK ontwikkeld met de bedoeling om de jonge kijkers, naast de volwassen helden in de serie, personages te bieden waarmee ze zich konden identificeren. Niettemin worden de twee door veel fans bestempeld als irritant.
T-Bob werd van zijn stem voorzien door Graeme McKenna in de originele, Amerikaanse versie van MASK, en door Hetty Heyting in de Nederlandse nasynchronisatie.